# Hilda Hänchen
Hilda Hänchen, später Hilda Lindberg oder Hilda Lindberg-Hänchen, (* 1. September 1919 in Hamburg; † 19. Oktober 2013 in Köln) war eine deutsche Physikerin.

## Leben und Wirken
Hänchen wurde 1943 promoviert und war während des Zweiten Weltkriegs „Verwalterin“ der Assistentenstelle am Physikalischen Staatsinstitut in Hamburg (Um männlichen Akademikern die Rückkehr nach dem Heeresdienst zu ermöglichen, konnten Frauen nur als Verwalterinnen von Assistentenstellen beschäftigt werden). Sie arbeitete gleichzeitig bei der Physikalisch-Chemischen Versuchsanstalt in Kiel an Kriegsforschungsaufträgen und wurde in der Fördererkartei des Reichsforschungsrats geführt. Von 1949 bis 1951 wurde sie als Referentin im Chemischen Zentralblatt genannt. Um 1975 war sie Vorsitzende der Ortsgruppe Köln des Deutschen Akademikerinnenbundes.
Mit ihren Doktorvater Fritz Goos entdeckte Hänchen den Goos-Hänchen-Effekt.
1946 heiratete sie den Physiker Albert Hermann Lindberg (* 1914), der zuletzt Bereichsleiter und Entwicklungsdirektor bei der Leybold AG war, bevor er 1979 in den Ruhestand trat. Sie hatten drei Töchter – Renate, Claudia, und Dorothea.
Hilda Hänchen starb Mitte Oktober 2013 im Alter von 94 Jahren.

## Veröffentlichungen
- Hilda Hänchen: Über das Eindringen des totalreflektierten Lichtes in das dünnere Medium. Dissertation, Universität Hamburg, Mathematisch-naturwissenschaftliche Fakultät, 1943
- F. Goos und H. Hänchen: Über das Eindringen des totalreflektierten Lichtes in das dünnere Medium. In: Annalen der Physik. 5. Folge, Band 43 (= Band 435 der Gesamtreihe), 1943, S. 383–392, doi:10.1002/andp.19434350504
- F. Goos und H. Hänchen: Ein neuer und fundamentaler Versuch zur Totalreflexion. In: Annalen der Physik. 6. Folge, Band 1 (= Band 436 der Gesamtreihe), 1947, S. 333–346, doi:10.1002/andp.19474360704 (bereits 1943 bei der Redaktion der Annalen der Physik eingegangen, wegen des Kriegs aber erst 1947 veröffentlicht)
- F. Goos und Hilda Lindberg-Hänchen: Neumessung des Strahlversetzungseffektes bei Totalreflexion. In: Annalen der Physik. 6. Folge, Band 5 (= Band 440 der Gesamtreihe), 1949, S. 251–252, doi:10.1002/andp.19494400312